# Richia
Richia är ett släkte av fjärilar. Richia ingår i familjen nattflyn.

## Dottertaxa tillRichia, i alfabetisk ordning[1]
- Richia acclivis
- Richia agis
- Richia albicosta
- Richia aphronus
- Richia apicalis
- Richia arabella
- Richia aratrix
- Richia capota
- Richia cataclivis
- Richia chabaudana
- Richia chortalis
- Richia cofrensis
- Richia cyminopristes
- Richia cyttarta
- Richia decipiens
- Richia delicatessa
- Richia distichoides
- Richia ebenea
- Richia gracilior
- Richia grotei
- Richia hahama
- Richia herculeana
- Richia incumbens
- Richia kyune
- Richia larga
- Richia limenia
- Richia lobato
- Richia madida
- Richia manethusa
- Richia miniptica
- Richia mizteca
- Richia neoclivis
- Richia oaxacana
- Richia obelisca
- Richia olearia
- Richia opaca
- Richia orbipuncta
- Richia pampolycala
- Richia parentalis
- Richia parsimonia
- Richia perotensis
- Richia proclivis
- Richia pyrsogramma
- Richia reclivis
- Richia richioides
- Richia salina
- Richia serana
- Richia socorro
- Richia tetratopis
- Richia timbor
- Richia triphaenoides